# Събиране на матрици
В математиката, събиране на матрици е операция при която се събират съответните елементи на матриците. Съществуват обаче и други операции, които също могат да се считат за матрично събиране, като например пряка сума и сума на Кронекер.

## Поелементна сума
Най-често под събиране на две матрици се има предвид поелементно събиране. При тази операция се изисква матриците да са с еднаква размерност (равен брой редове и колони). Сумата на две матрици A и B се бележи с A + B и се изчислява като се събират съответните елементи на A и B:

{\displaystyle \mathbf {A} +\mathbf {B} =\left[{\begin{array}{cccc}a_{11}&a_{12}&\cdots &a_{1n}\\a_{21}&a_{22}&\cdots &a_{2n}\\\vdots &\vdots &\ddots &\vdots \\a_{m1}&a_{m2}&\cdots &a_{mn}\end{array}}\right]+\left[{\begin{array}{cccc}b_{11}&b_{12}&\cdots &b_{1n}\\b_{21}&b_{22}&\cdots &b_{2n}\\\vdots &\vdots &\ddots &\vdots \\b_{m1}&b_{m2}&\cdots &b_{mn}\end{array}}\right]=\left[{\begin{array}{cccc}a_{11}+b_{11}&a_{12}+b_{12}&\cdots &a_{1n}+b_{1n}\\a_{21}+b_{21}&a_{22}+b_{22}&\cdots &a_{2n}+b_{2n}\\\vdots &\vdots &\ddots &\vdots \\a_{m1}+b_{m1}&a_{m2}+b_{m2}&\cdots &a_{mn}+b_{mn}\end{array}}\right]}
Например: 

{\displaystyle {\begin{bmatrix}2&5\\1&0\\-4&12\\2&-3\end{bmatrix}}+{\begin{bmatrix}3&4\\10&13\\0&-2\\-2&5\end{bmatrix}}={\begin{bmatrix}2+3&5+4\\1+10&0+13\\-4+0&12-2\\2-2&-3+5\end{bmatrix}}={\begin{bmatrix}5&9\\11&13\\-4&10\\0&2\end{bmatrix}}}
По аналогичен начин може да се изчисли и разлика на две матрици A – B, като се извадят съответните елементи. Например 

{\displaystyle {\begin{bmatrix}1&3\\1&0\\1&2\end{bmatrix}}-{\begin{bmatrix}0&0\\7&5\\2&1\end{bmatrix}}={\begin{bmatrix}1-0&3-0\\1-7&0-5\\1-2&2-1\end{bmatrix}}={\begin{bmatrix}1&3\\-6&-5\\-1&1\end{bmatrix}}}

## Пряка (директна) сума
Друга, по-рядко използвана операция, е пряката сума (отбелязва се с ⊕). Забележете, че Кронекеровата сума също се бележи с ⊕; коя от двете се използва трябва да е ясно от контекста. Пряката сума на две матрици A с размер m × n и B с размер p × q е матрица с размер (m + p) × (n + q) дефинирана като 
{\displaystyle \mathbf {A} \oplus \mathbf {B} ={\begin{bmatrix}\mathbf {A} &{\boldsymbol {0}}\\{\boldsymbol {0}}&\mathbf {B} \end{bmatrix}}={\begin{bmatrix}a_{11}&\cdots &a_{1n}&0&\cdots &0\\\vdots &\ddots &\vdots &\vdots &\ddots &\vdots \\a_{m1}&\cdots &a_{mn}&0&\cdots &0\\0&\cdots &0&b_{11}&\cdots &b_{1q}\\\vdots &\ddots &\vdots &\vdots &\ddots &\vdots \\0&\cdots &0&b_{p1}&\cdots &b_{pq}\end{bmatrix}}}
Например,
{\displaystyle {\begin{bmatrix}1&3&2\\2&3&1\end{bmatrix}}\oplus {\begin{bmatrix}1&6\\0&1\end{bmatrix}}={\begin{bmatrix}1&3&2&0&0\\2&3&1&0&0\\0&0&0&1&6\\0&0&0&0&1\end{bmatrix}}}
Резултатът от пряката (директната) сума на матрици е специален вид блокова матрица и по-точно резултатът от пряката (директната) сума на матрици е диагонална блокова матрица.
Матрицата на съседството на обединението на несвързани графи или мултиграфи е пряката (директната) сума на техните матрици на съседството. Всеки елемент от резултата от пряката (директната) сума на две векторни пространства от матрици може да бъде представен като пряката (директната) сума на две матрици.
В общия случай, пряката сума на n матрици е:
{\displaystyle \bigoplus _{i=1}^{n}\mathbf {A} _{i}={\rm {diag}}(\mathbf {A} _{1},\mathbf {A} _{2},\mathbf {A} _{3}\cdots \mathbf {A} _{n})={\begin{bmatrix}\mathbf {A} _{1}&{\boldsymbol {0}}&\cdots &{\boldsymbol {0}}\\{\boldsymbol {0}}&\mathbf {A} _{2}&\cdots &{\boldsymbol {0}}\\\vdots &\vdots &\ddots &\vdots \\{\boldsymbol {0}}&{\boldsymbol {0}}&\cdots &\mathbf {A} _{n}\\\end{bmatrix}}\,\!}
където нулите представляват нулеви блокове, т.е. нулеви матрици

## Сума на Кронекер
Сумата на Кронекер се бележи по същия начин както пряката сума, но е различна от нея. Ако A е квадратна матрица с размерност n × n, a B е квадратна матрица с размерност m × m, то Кронекеровата сума се дефинира чрез
{\displaystyle \mathbf {A} \oplus \mathbf {B} =\mathbf {A} \otimes \mathbf {I} _{m}+\mathbf {I} _{n}\otimes \mathbf {B} ,}

където {\displaystyle \mathbf {I} _{k}} е единичната матрица с размерност k × k, a със символът {\displaystyle \otimes } се означава Кронекеровото произведение. Като пример, Кронекеровата сума на две матрици с размерност 2 × 2 е
{\displaystyle {\begin{bmatrix}a_{11}&a_{12}\\a_{21}&a_{22}\end{bmatrix}}\oplus {\begin{bmatrix}b_{11}&b_{12}\\b_{21}&b_{22}\end{bmatrix}}={\begin{bmatrix}a_{11}+b_{11}&b_{12}&a_{12}&0\\b_{21}&a_{11}+b_{22}&0&a_{12}\\a_{21}&0&a_{22}+b_{11}&b_{12}\\0&a_{21}&b_{21}&a_{22}+b_{22}\end{bmatrix}}}
Сумата на Кронекер притежава свойството
{\displaystyle \exp(\mathbf {A} )\otimes \exp(\mathbf {B} )=\exp(\mathbf {A} \oplus \mathbf {B} )}